# メンカウラー王のピラミッド

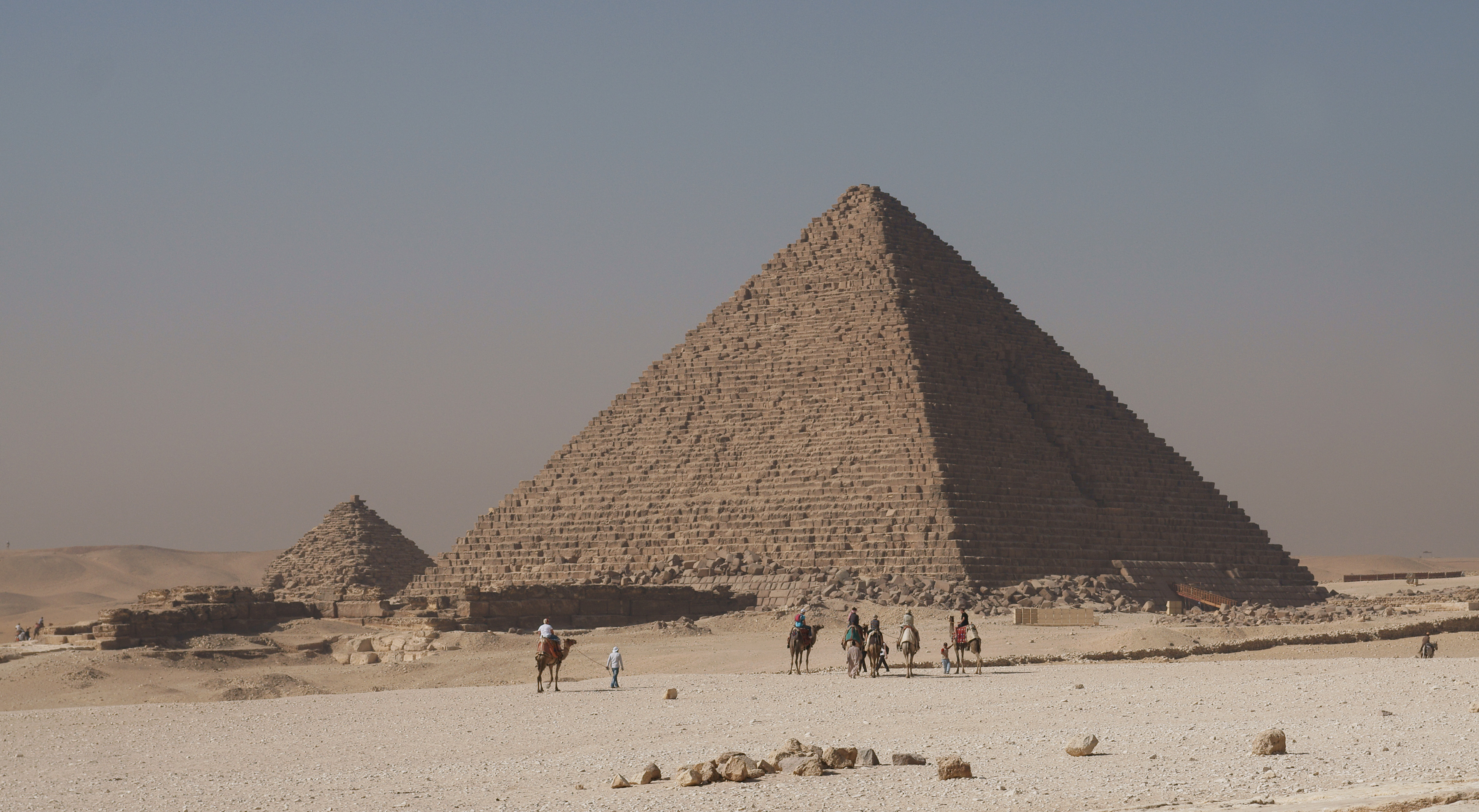
メンカウラー王のピラミッド

メンカウラー王のピラミッド（Menkaure's Pyramid）とは、エジプトのギーザにある古代エジプト・古王国時代第4王朝のファラオ、メンカウラー王のピラミッドである。

## 概要
英語では「Pyramid of Menkaure｣。高さ65.5m（現在の高さ62m)、基礎部分の一辺の長さ105m、底面積105㎡、勾配51度20分と三大ピラミッドのうち最も小さく、他の2つのピラミッドと比較して長さで半分、体積で8分の1ほどの大きさである。その理由には諸説あるが、何らかの事情で財政が逼迫していたため建設費用を節約したとの説が一般的である。北面には大きな傷跡が残るが、これはピラミッドを破壊しようとしたものが破壊できずに終わったものの名残であるという。
古代エジプト古王国第4王朝、メンカウラー王のものとされるが、ギザの三大ピラミッドの中で所有者が明確に判明しているのはクフ王の第1ピラミッドのみであるため、正式名称は「第3ピラミッド」である。
1837年に玄室から遺体の一部が発見されたが、ロンドンの大英博物館への輸送中に船が沈没したことで石棺もろとも失われてしまい、この遺体がメンカウラー王のものだったのか不明なままである。
「民衆を労働させて作る」ピラミッドを作ることを思案し、規模を小さくしたため、メンカウラー王は人格者という説もあるが、これは根拠のない俗説である。そもそも、ピラミッドは閑農期の民衆の失業対策という説もあるため、ピラミッドを小さくするという事は、民衆を逆に重んじない政策とも考えられる。
1979年、｢メンフィスとその墓地遺跡、ギザからダハシュールまでのピラミッド地帯」の名称で世界遺産（文化遺産）に登録された。